# Smetana (Plchovice)
Smetana (německy Smetana) je malá vesnice a část obce Plchovice v okrese Ústí nad Orlicí. Nachází se asi jeden kilometr severně od Plchovic. Prochází zde silnice II/317. Smetana leží v katastrálním území Plchovice o výměře 2,88 km².

## Historie
První písemná zmínka o vesnici pochází z roku 1732.

## Galerie

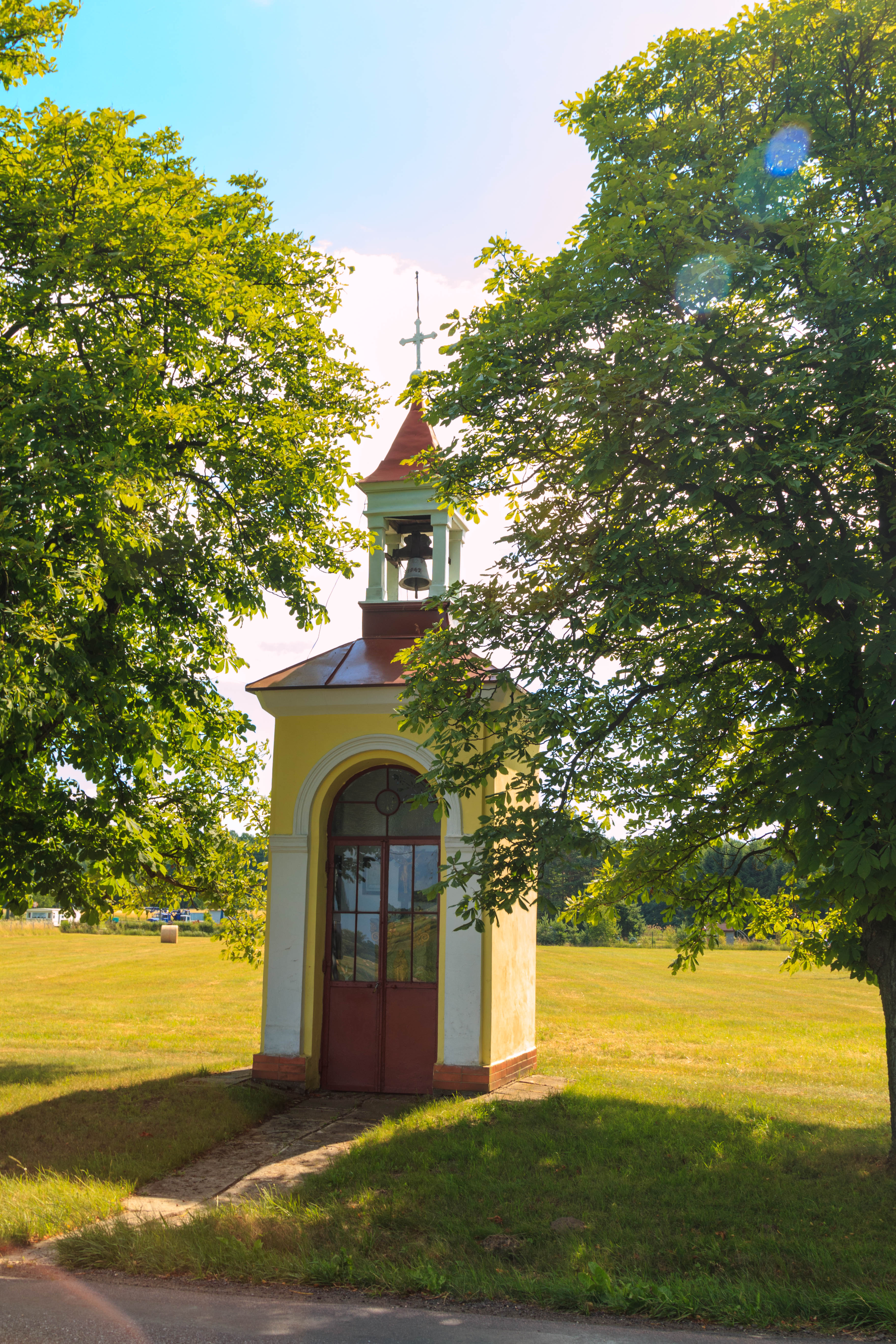
Kaplička
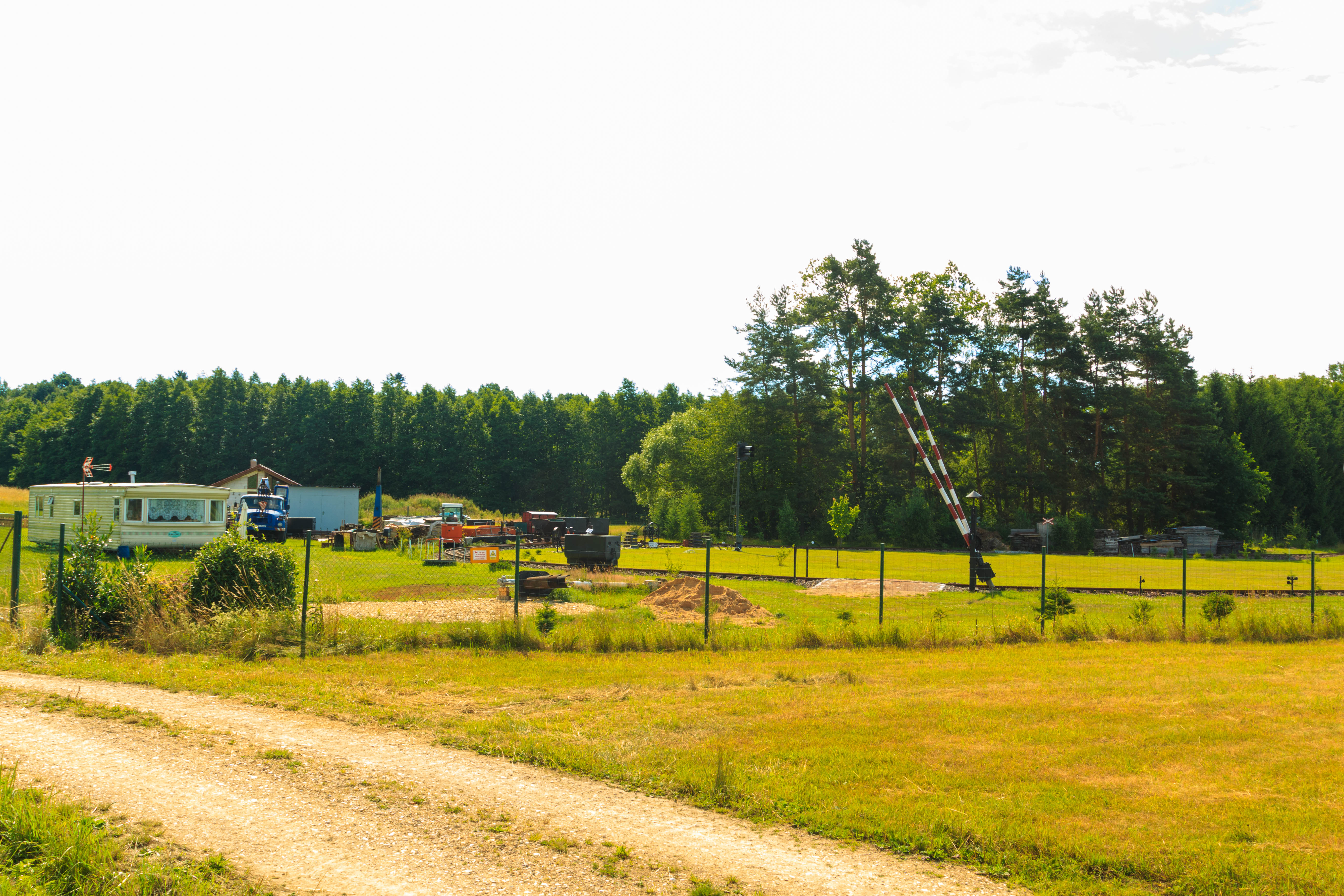
Zahradní železnice
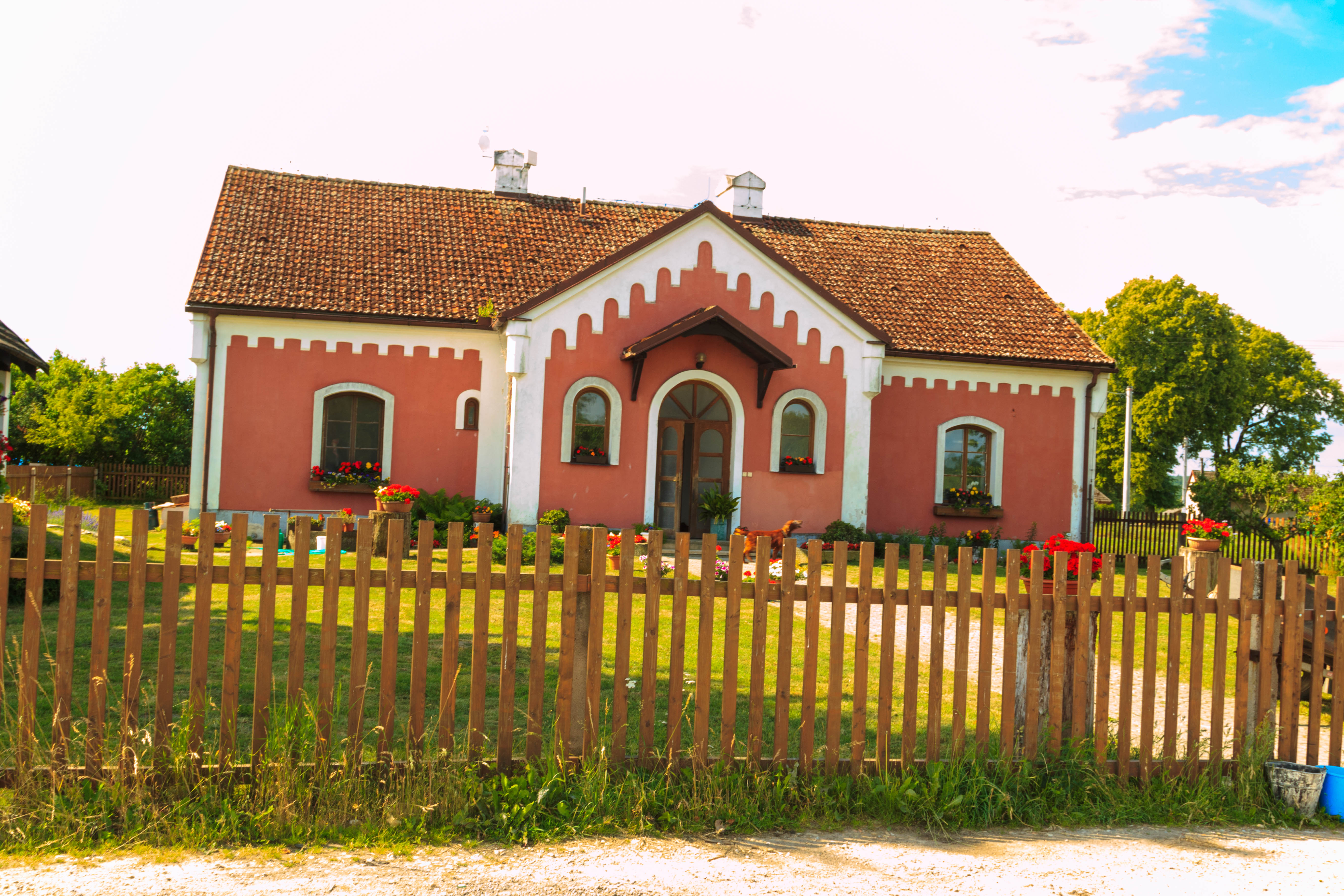
Dům č. 45
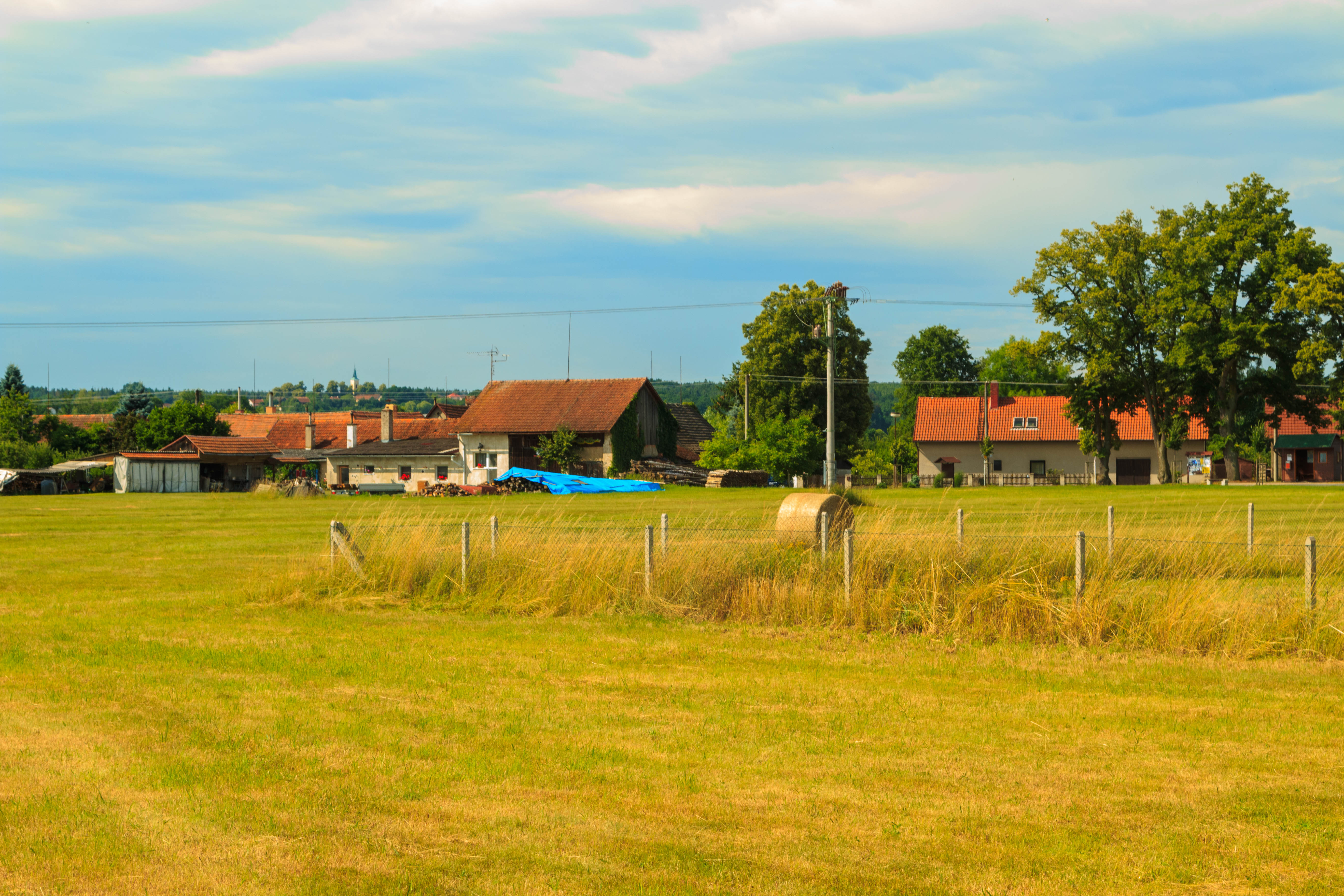
Dům čp. 14